# Elecciones generales de Irlanda de 2007
Las elecciones generales irlandesas de 2007 se llevaron a cabo el 24 de mayo del mismo año, después de la disolución del Dáil Éireann, la cámara baja del Parlamento irlandés, por el Presidente de la República, el 30 de abril de 2007, a petición del Taoiseach o Primer Ministro. Nuevamente entonces, se convoca al electorado para elegir los miembros del trigésimo Parlamento Irladés. El partido triunfador era el del propio primer ministro, Bertie Ahern, el Fianna Fáil, una colectividad liberal republicana, lo cual le permitió mantener la jefatura de gobierno.

## Electorado
El electorado para la Dáil Éireann consiste en ciudadanos irlandeses y del Reino Unido mayores de 18 años. La Constitución de Irlanda dice que unas elecciones generales para la Dáil Éireann deben realizarse cada siete años, pero hay un límite de cinco años actualmente especificado en un estatuto. El Taoiseach puede, haciendo una petición al Presidente, disolver la Dáil en cualquier momento, y convocar a elecciones generales con un plazo de treinta días.

## Primer ministro

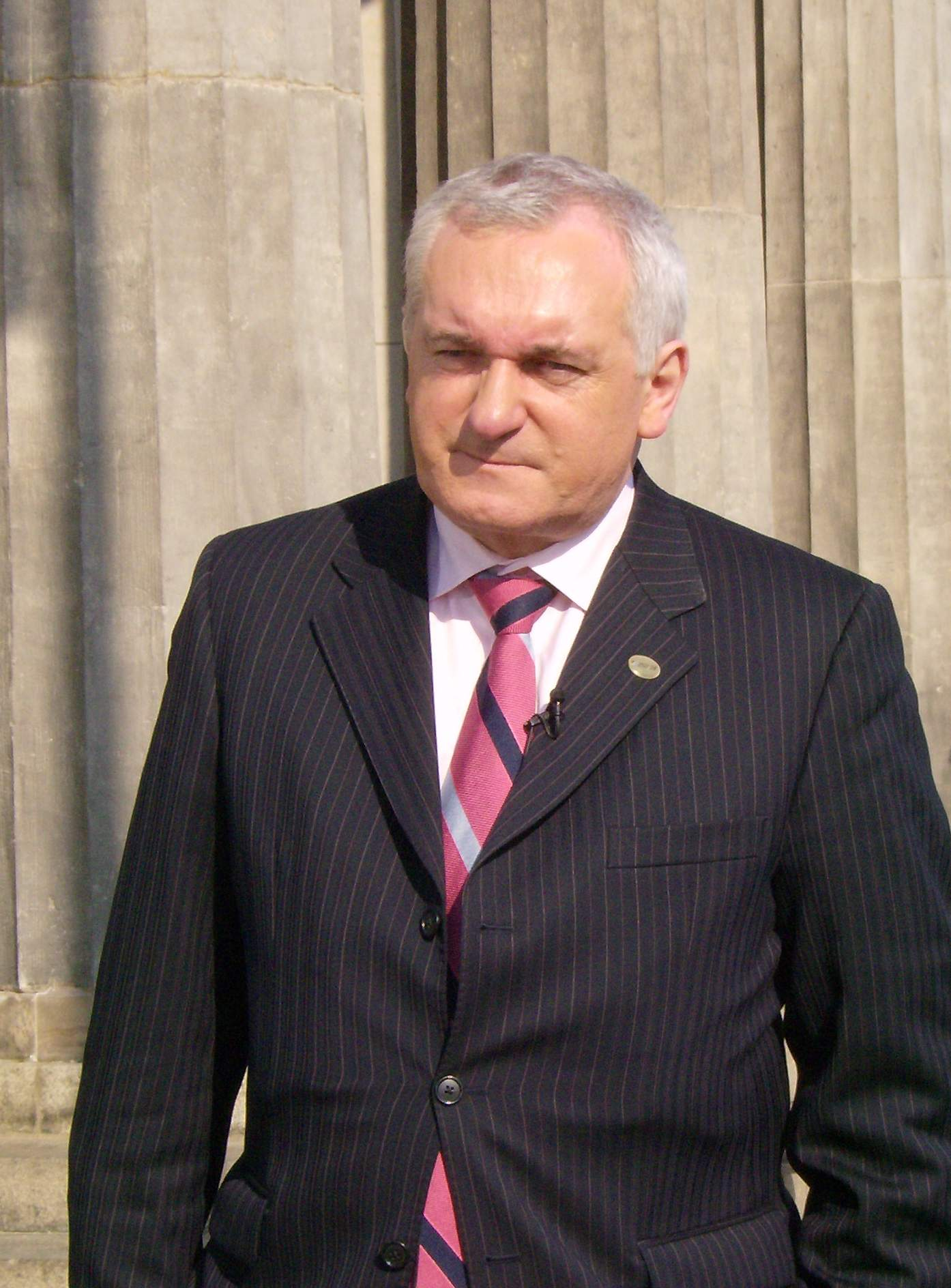
Bertie Ahern, Taoiseach o primer ministro irlandés reelecto en 2007.

El Taoiseach es el jefe de gobierno de la República de Irlanda, cargo equivalente al de primer ministro o presidente del gobierno en otros países. El Presidente de la República Irlandesa es quien nombra al Taoiseach elegido por la Dáil Éireann, (cámara baja del parlamento). El Taoiseach debe mantener la confianza de la Dáil Éireann durante su mandato. 

## Partidos políticos
A raíz de la caída en los índices de popularidad del gobierno, la elección fue una de las más reñidas de las últimas décadas, con un resultado que solo se esclareció en el conteo de los votos. Esta elección contrapuso a posiciones extremas en la lucha por la mayoría parlamentaria: por un lado, el liberalismo del Fianna Fáil y por otro el socialcristianismo del Fine Gael. El primero hizo pacto con los Demócratas Progresistas y los segundos con el Partido Laborista, esta alianza fue denominada "Alianza por el Cambio".
Las encuestas de opinión no mostraron ninguna tendencia clara hacia alguna de las opciones para formar un nuevo gobierno. El Partido Verde no se alineó a ninguno de los dos bloques, eso hasta el 12 de junio de 2007, cuando llegó a un acuerdo con el Fianna Fáil. Esto se tradujo en la formación de un nuevo gobierno el 14 de junio. Esta nueva administración también contó con el apoyo de cuatro parlamentarios independientes.

## Resultados electorales
|  | 41.56 % |

|  | 27.32 % |

|  | 10.13 % |

|  | 4.69 % |

|  | 6.94 % |

|  | 2.73 % |

|  | 0.64 % |

|  | 0.45 % |

|  | 0.15 % |

|  | 0,08 % |

|  | 0,07 % |

|  | 0,06 % |

|  | 0,02 % |

|  | 5,15 % |

|  | 99,07 % |

|  | 0,93 % |

|  | 100,0 % |

|  | 67,0 % |